# Dreifaltigkeitskirche Milwaukee

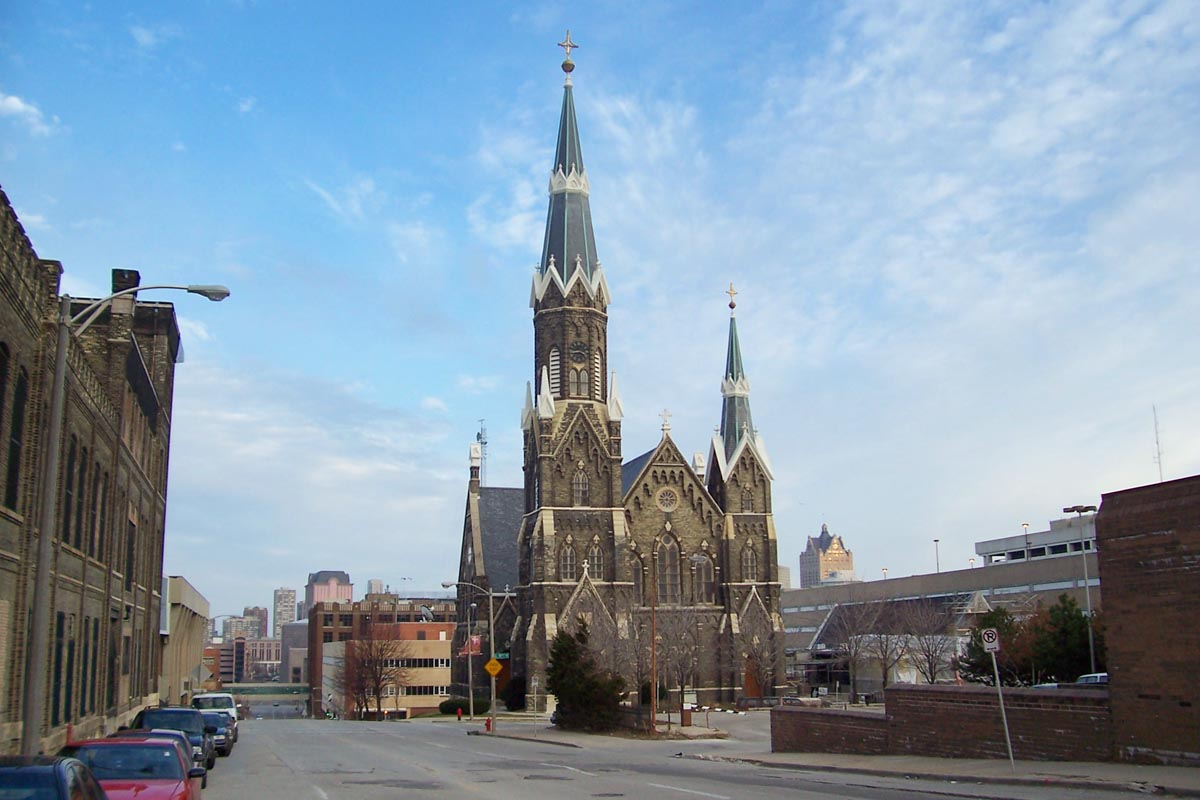
Dreifaltigkeitskirche Milwaukee

Die Dreifaltigkeitskirche Milwaukee (englisch Trinity Evangelical Lutheran Church) ist eine neugotische evangelisch-lutherische Kirche in Milwaukee im Stil einer Kombination aus viktorianischer Gotik und deutscher Gotik. Der Bau ist im Nationalen Denkmalregister der USA aufgelistet. Deutsch geprägte Architektur ist typisch für die Umgebung der Kirche wie z. B. für den benachbarten Pabst-Brauereikomplex.

## Geschichte
Die Gemeinde wurde von deutschen Einwanderern aus Pommern gegründet, die in den späten 1830er Jahren nach Milwaukee kamen. Wegen Unstimmigkeiten in der Gemeinde wurde 1847 unter Pastor E.G.W. Keyl eine neue deutschsprachige Gemeinde gegründet. Das erste Gebäude der Gemeinde befand sich ab 1847 in der 4th Street zwischen Wells und Kilbourn. Die heutige Kirche am Terrace Garden wurde 1878 erbaut und ist heute der älteste Kirchenbau in der Missouri-Synode der Lutherischen Kirche in den USA.

## Bauwerk
Der Bau auf einem kreuzförmigen Grundriss ruht auf einem Kalksteinfundament. Die Fassaden sind mit hellem Klinker verkleidet und tragen Ornamentik aus Sandstein. Von den drei Türmen ist der Nordturm mit 61 Metern (200 Fuß) Höhe der höchste und von einer goldenen Kugel und Kreuz gekrönt. Im Inneren ist die Kanzel bemerkenswert, die die Form eines Abendmahlskelches unter einem muschelartigen Baldachin hat. Hinter dem Altar zeigen Buntglasfenster die Evangelisten. Das Altargemälde stammt von Fredrich Wehle. Die historische Orgel aus dem Jahre 1879 von Schülke wurde bei einem Feuer 2018 zerstört.